# 공주 동학사 목조석가여래삼불좌상 복장전적
공주 동학사 목조석가여래삼불좌상 복장전적(公州 東鶴寺 木造釋迦如來三佛坐像 腹藏典籍)은 충청남도 공주시 반포면, 동학사에 있는 불상에서 나온 조선시대의 불경이다. 2011년 9월 5일 대한민국의 보물 제1720호로 지정되었다.

## 개요
공주 동학사 목조석가여래삼불좌상 복장전적은 동학사 대웅전에 봉안된 삼불상에서 발견된 불서들로 모두 임진왜란 이전의 간사본이다. 이 중에서 희귀본, 귀중본, 완전본 등을 고려 하여 7종 8책은 국가지정문화재(보물)로 지정 가치가 충분하므로, “공주 동학사 목조석가여래삼불좌상 복장전적”으로 일괄 지정하고, 나머지는 “공주 동학사 목조석가여래삼불좌상 복장유물”에 포함되었다.

## 복장전적 세부목록
국가지정문화재(보물)로서 지정 가치가 있는 불서의 내용과 특징 및 지정 가치를 살펴보면 다음과 같다.

### 대방광원각수다라요의경 권4,권6
- 명칭 : 대방광원각수다라요의경 권4,권6(大方廣圓覺修多羅了義經 卷四, 卷六)
- 수량/규격 : 2권2책 / 37.7×25.2cm
- 판종 : 활자본(을해자)
- 형식/재질 : 선장 / 저지·고정지
- 조성연대 : 1455~1468년(세조년간)
- 현상 : 앞뒤 표지가 없고, 권4은 152장, 권6은 117장인데 제1~3장 하단부 일부와 제117장의 전면 1~2행과 후면 卷末題에 부분적인 손실이 있고 그 외는 대체로 양호하다.
- 서지사항 : 四周單邊, 半郭; 26.8×20cm. 有界, 半葉大字9行16字, 中字9行21字, 註雙行, 上下內向 黑魚尾. 판심제 : 圓覺經
- 내용 및 특징
  - 『大方廣圓覺脩多羅了義經』은 당나라 永徽年間(650~655)에 북인도의 승려 佛陀多羅가 한역하였다. 총 12장으로 구성되어 있으며,『圓覺經』이라고 부르기도 한다. 고려에서는 지눌이 중시하여 널리 유포되었으며, 조선 초부터는 승려의 교과목으로 채택되어 학습하게 되었다.
  - 이 책은 세조년간(1455~1468)에 乙亥字本으로 간행되었으며 殘存本은 권4와 권6의 2권2책으로 零本이다. 권두제는 大字로 ‘大方廣圓覺脩多羅了義經’이란 경명이 있고, 이어 다음 행에 中字로 '終南山草堂寺沙門宗密述' 라 하여 찬술자를 밝히고 있다. 본 문은 9행 16자로 大․中․小字가 모두 사용되었고 구결이 묵서되어 있다. 권말에는 音釋이 수록되었으며, 권수제 상단에는 교정 필한 ‘校正’이란 印記가 날인되어 있다.
  - 印經紙도 세조년간 간행본에서 많이 보이는 저지와 고정지가 혼합된 종이가 사용되었다. 복장품이라 앞뒤 표지는 없으며, 권4는 본문이 완전하고 권6은 제1~3장과 제 117장이 일부 손실이 있으나 비교적 상태는 양호하다.
- 지정가치 : 이『圓覺經』권4, 권6은 세조년간(1455~1468)에 인출된 을해자본이다. 을해자 대․ 중․소자가 혼용되어 있어서 조선전기의 불경판본과 금속활자 연구에 매우 귀중한 판본이며, 권수제 상단에는 ‘校正’이란 印記가 있어 서지학연구 자료로서 가치가 매우 높다. 특히 인출본이 거의 발견되고 있지 않아 희귀본에 속한다.

### 대불정여래밀인수증요의제보살만행수능엄경 언해 권6
- 명칭 : 대불정여래밀인수증요의제보살만행수능엄경 언해 권6(大佛頂如來密因修證了義諸菩薩萬行首楞嚴經 諺解 卷六)
- 수량/규격 : 1권1책(권6) / 32.5×23.3cm
- 판종 : 목판본
- 현상 : 앞뒤 표지 없고 권6은 제1~115장으로 본문이 缺張없이 완전하며, 보존상태도 양호하다.
- 서지사항 :四周雙邊, 반곽 21.7×18cm, 有界, 半葉9行17字, 註雙行, 上下大黑口. 上下內向黑魚尾. 판심제 : 楞嚴經
- 내용 및 특징
  - 『大佛頂如來密因修證了義諸菩薩萬行首楞嚴經』언해본은 당나라 般剌蜜帝가 번역하 고 송나라의 戒環이 해설한 註解本에 신미(信眉)의 도움을 받아 韓繼禧․金守溫 등이 國譯한 활자본을 저본으로 하여 1462년(세조 8)에 간경도감에서 간행한 판본으로 전10권 가운데 권6의 1권1책이다. 흔히『首楞嚴經』,『大佛頂首楞嚴經』,『楞嚴經』등으로 略稱하기도 한다.
  - 한글에는 傍點이 붙어 있어 한글 창제 무렵의 국어의 특징을 연구하는데 중요한 자료적 가치를 지니고 있으며, 권수서명 상단난 상단에는 ‘校正’이란 인기가 날인되어 있어 교정이 완료된 판본임을 확인케 한다. 조선전기 불경판본연구에 있어서 귀중한 판본이다.
  - 이와 동일본으로 국보 제212호는 완질이며, 보물 제764호(권2~4, 6~10), 제765호(권 1,4), 등이 지정되어 있다.
- 지정가치 : 이『大佛頂如來密因修證了義諸菩薩萬行首楞嚴經』언해본은 1462년(세조 8)에 간경도감에서 간행된 목판본으로 권6의 1권 1책이다. 본문이 완전하고 권수제 상단에 ‘校正’이란 인기가 날인되어 있어 교정이 완료된 판본임이 주목된다. 동일본이 국가문화재로 지정되어 있으므로 동학사본도 국가문화재로 지정되었다.

### 육경합부
- 명칭 : 육경합부(六經合部)
- 수량/규격 : 1책 / 26×16cm
- 판종 : 목판본
- 형식/재질 : 선장 / 저지
- 조성연대 : 1424년(세종 6)
- 현상 : 앞뒤 표지가 없고, 본문은 얼룩져있으나 缺張없이 완전하며, 상태도 비교적 양호하다.
- 서지사항
  - 四周單邊, 반곽 20×12.7cm, 無界, 半葉8行17字, 無魚尾
  - 金剛般若波羅蜜經末: 全羅道高山地安心寺開板
  - 觀世音菩薩禮文末: 永樂甲辰六月日…成達生跋
  - 발문 : 永樂甲辰(세종6, 1424)六月日平安道都觀察黜陟使兼平安府尹成 達生跋. 同願信玄, 刻手尙聰
- 내용 및 특징
  - 육경합부는 金剛般若波羅蜜經, 大方廣佛華嚴經入不思議解脫境界普賢行願品,妙法蓮華經觀世音菩薩普門品, 佛說阿彌陀經, 大佛頂首楞嚴神呪, 觀世音菩薩禮文 등 6개경의 합편을 이른다. 권말의 성달생 발문에 의하면 금강경은 부처의 깨달음을 얻는 가장 지름길이 되는 대승경전으로 초학들이 반드시 먼저 독송하여야 하는데, 일찍이 崔斯 立이 필서하여 새긴 판본이 해가 오래되어 글자가 닳고 이지러져 배우는 이들이 어려움을 겪었다. 평안도 도관찰출척사 겸 평양부윤으로 부임하고 있었을 때 도인 佛明이 이것의 필서를 요청하고 信玄이 또한 함께 발원하매, 위로는 주상전하의 수만 세와 태종대왕의 증득성불 그리고 다음으로 돌아가신 부모님 仙駕의 극락왕생을 기 원하기 위해 그 금강경을 필서하였다. 그리고 이어 아미타경․보현행원품․관세음보 살보문품․수능엄신수․관세음보살예문을 차례로 필서하여 합쳐 一部를 이루었다. 이것을 세종6년(1424) 6월 전라도 안심사에서 각수 尙聰이 판각하여 펴낸 것이 초각판이며, 바로 이 판본은 그중의 1부가 전래된 것이다. 그 개판지와 개판사찰은 금강경의 말미에 표시되어 있으며 이어 豊壤郡夫人 趙氏․咸羅郡夫人 南宮氏․故金氏 등의 시주질이 있다.
  - 약사불과 아미타불의 복장에서 나온 육경합부의 판종은 다양한데, 그 대부분이 後刊의 번각본이다. 이 판본은 書口가 약간 훼손되었으나 본문은 결장 없이 완전하다. 드물게 볼 수 있는 판본이며, 또한 그 판각과 인쇄의 품격이 특출하게 돋보이는 독자적 판본이다.
- 지정가치 : 이 육경합부는 1424년(세종 6)에 전라도 安心寺에서 刻手 尙聰이 판각하여 펴낸 초 각판이다. 권말의 성달생의 발문에는 이 책의 간행동기 및 간행과정이 기록되어 있어서 조선전기 불교사 및 불서판본연구에 귀중한 자료이다.

### 묘법연화경(언해) 권2
- 명칭 : 묘법연화경(언해) 권2 (妙法蓮華經(諺解) 卷二)
- 수량/규격 : 1권1책(권2) / 31.9×23.2cm
- 판종 : 목판본
- 형식/재질 : 선장 / 저지
- 조성연대 : 1463년
- 현상 : 앞뒤 표지가 없으며, 권2의 본문은 제174~266장까지 있으며, 권말에 音釋이 수록되어 있고 상태는 양호하다.
- 내용 및 특징
  - 이 묘법연화경은 요진시대 鳩摩羅什이 번역한 것에 송나라의 戒環이 주해하고 一 如가 집주한 것에 1463년(세조9년) 9월 刊經都監에서 왕명을 받들어 국역으로 간행한 목판본이다. 전 7권 가운데 권2에 해당하는 1권1책이다. 권두제 없이 ‘妙法蓮華經 信解品第四’를 시작으로 경문이 이어지고 본문에는 한글로 토를 달고 국역의 한글에는 방점을 찍었다. 경전의 본문은 후반부 제174~266장까지 일부만이 남아 있어 완전하지는 않다. 권2 권말제에 이어 音釋이 수록되어 있다. 권두 상단 난외에는 ‘校正’이 란 인기가 날인되어 있어 조선전기 불경판본연구에 있어서 귀중한 판본이다
  - 이와 동일본이 보물 제1010-2호 (권1,4), 제1140호(권3上·下)로 지정되어 있다.
- 지정가치 : 묘법연화경 언해본 권2은 세조의 명으로 국역하여 간경도감에서 1463년에 간행한 목판본이다. 한글로 번역하여 正音의 명맥을 이어 발전을 보게 한 귀중한 국역자료인 점과 간경도감에서 간행된 판본의 형태적 특징이 잘 갖추어 있어서 중세국어사 및 조선전기 판본연구에 있어서 매우 귀중한 자료적 가치를 지니고 있다. 동일본이 보물로 지정되어 있으므로 동학사본도 국가문화재로서 지정되었다.

### 불설장수멸죄호제동자다라니경
佛說長壽滅罪護諸童子陁羅尼經은 석가세존이 무수보살에게 중생이 자신의 죄를 참회하고 다시 악업을 짓지 않도록 불법에 귀의하면 죄를 면하고 무병장수할 수 있음을 설한 내용이다.
이 판본은 권말의 鄭公權(1333～1382)이 지은 발문이 경의 완본 권수제 다음에는 佛阤波利 奉詔譯임이 표시되어 있으나, 위경으로 다루어지고 있다. 이 책은 일반 중생에게는 가장 절실한 경전이므로 고려시대부터 조선시대에 걸쳐 간행되어 판종이 다양하게 전해지고 있다.
이 책은 1378년에 간행된 중간본이다. 앞표지에는 금니로 “OO長壽滅罪經"이라고 제 명을 적어 놓았다. 1장의 행자수는 30행 17자이며, 모두 17장으로 구성되어 있다. 본문의 장수표시 윗부분에는 이 경을 약칭하는 "長"이라는 제명을 새겨 놓았다. 권말에는 "著雍敦牂(戊午,1378)立辰月有日圓齋書"와 같이 1378년에 圓齋 鄭公權(1333～ 1382)이 지은 발문이 있다. 前別將 許玪 , 奉善大夫典農副正, 開城郡夫人 王氏등이 동 원자로 참여한 사실 역시 이 시기에 간행된 사실을 보여준다. 판식, 서체, 지질, 장정 등으로 판단하면 1378년경에 판각되어 조선초기에 인출된 것으로 보여진다.
佛說長壽滅罪護諸童子陁羅尼經은 1378년에 판각된 목판본으로 권말에는 圓齋 鄭公權(1333～1382)이 지은 발문이 있어 간행과정을 알 수 있으며, 현재 알려지지 않은 유일본이다. 불교사 및 판본연구 자료로서 가치가 있으므로 국가문화재로 지정되었다.

### 불조삼경
佛祖三經은 佛說四十二章經, 佛遺敎經, 潙山警策의 合綴本이다. 佛說四十二章經은 중국 후한 때 인도사람 迦葉摩騰·竺法蘭이 번역하여 처음으로 중국에 전한 불경으로 불교의 요지를 42장으로 간명하게 설명한 경전이며, 佛遺敎經은 姚秦의 鳩摩羅什이 漢譯한 가르침을 남기는 경전이라는 제목의 뜻처럼 석가가 열반에 들기 전에 제자들에게 마지막으로 설법하는 내용을 담고 있으며 潙山警策은 중국 潙仰宗의 祖師인 靈祐의 저술로 법어록이며, 선사의 어록에 해당된다.
이 책은 권수에 蒙山和尙 德異의 序文과 卷末에 益大가 쓴 발문이 같은1286년인 것을 보면 원나라에서 간행된 판본에 수록된 德異序와 益大跋文이 그대로 판각되어서 1384년에 重刊한 판본임을 李穡의 발문에서 알 수 있다.
佛祖三經은 1361년에 전주 圓巖寺에서 行心의 발원과 法空과 尹善이 함께 간행한 (보물 제694호)판본과 1384년의 이색 발문이 있는 판본(보물 제695호, 제1224호)과 그리고 이색 발문과 丙戌(1286)년에 益大가 쓴 발문이 수록된 판본 (보물 제1224-2호, 범어사 소장)등이 지정되어 있다. 동학사본은 丙戌(1286)년에 益大가 쓴 발문이 수록된 보물 제1224-2호와 동일본이다.
불조삼경은 원나라의 고승인 蒙山德異가 편찬한 것이다. 元刊本에 수록되어 있는 益大의 발문이 수록되어 있어 원간본과의 관련성을 확인할 수 있다는 점에서 중요한 의미를 지닌 판본이다. 뿐만아니라 려말선초의 선종사 연구 및 판본을 비교하는 연구자료로서 가치가 있으므로 국가문화재로 지정되었다.

### 지장보살본원경 권하
- 명칭 : 지장보살본원경 권하 (地藏菩薩本願經卷下)
- 수량/규격 : 1권1첩(권하) / 31.3×722.1cm
- 판종 : 목판본
- 형식/재질 : 절첩장 / 저지
- 조성연대 : 15세기
- 현상 : 앞뒤 표지는 상지인데 훼손되어 일부 결락되었다. 표제는 없고, 본문은 완전하며, 17장으로 연결된 절접식이다.
- 서지사항
  - 서지사항 : 上下單邊, 左右雙邊, 전곽 22.4×55.2cm. 有界, 全葉25行17字, 無魚尾
  - 판심제 : 地下
  - 卷末墨書 : 大功德主孝寧大君性眉, 草牛, 性海, 義敬, 性月, 達胡緣化性照
- 내용 및 특징
  - 地藏菩薩本願經은 지옥에서 고통받는 중생을 천도(薦度)하여 극락에 오르게 하는 내용과 의식 방법을 다룬 경전으로 줄여서 地藏經이라고 하며, 지장신앙의 기본 경전이다.
  - 이 地藏經은 上·中·下 3권 가운데 下卷에 해당하는 1첩으로 零本이다. 상하에 변란과 계선이 있고 한 면에 5행씩 절첩하였으며, 17장으로 연결되어 있다.
  - 권말에는 釋音이 있고 끝에 '此經出大藏秘密經橫字函' 이란 출처기록이 있다. 난외에는 묵서로 大功德主에 孝寧大君(1396~1486)과 하단에 性眉, 草牛, 性海, 義敬, 性月, 達胡, 緣化는 性照 등이 기록되어 있어 15세기에 간행된 판본으로 추정된다.
- 지정가치 : 地藏菩薩本願經은 상중하 전 3권 중 卷下로서 1권 1첩이다. 권말 묵서에 大功德主가 孝寧大君으로 보아 왕실발원으로 보이며, 15세기에 간행된 목판본으로 보물 제933호 보다 시기적으로도 빠른 귀중본에 속하여 불교사 및 서지학연구에 가치가 있다.

## 같이 보기
- 동학사
- 공주 동학사 목조석가여래삼불좌상 및 복장유물 (보물 제1719호)

## 참고 자료
- 공주 동학사 목조석가여래삼불좌상 복장전적 - 국가유산청 국가유산포털